# Assalt a l'IES Joan Fuster de Barcelona
L'assalt a l'IES Joan Fuster fou un atac succeït el 20 d'abril de 2015 a l'Institut d'Educació Secundària Joan Fuster de Barcelona. L'assalt fou realitzat per part d'un estudiant armat, que va entrar al centre educatiu a les 9:20 (hora local), i que començà a disparar en una classe mitjançant una ballesta casolana, provocant la mort d'un professor i quatre estudiants ferits. Finalment, fou reduït pel professor d'educació física, després de convèncer-lo que deixés les armes, evitant així una possible matança.
Segons van explicar els seus companys i amics més propers, el jove de 13 anys era un noi tancat, amb problemes de rendiment escolar. També van assegurar que havia confeccionat un llistat amb 25 persones (entre alumnes i professors), tot i que no s'ha confirmat la seva existència. D'altres alumnes van exposar que portava mesos parlant d'aquest tema, tot i que van assegurar que pensaven que era una "broma macabra".
La Consellera d'Ensenyament Irene Rigau va declarar, després de l'atac, que el jove havia estat ingressat i analitzat a l'Hospital Sant Joan de Déu, on li va ser diagnosticat un brot psicòtic. Els ferits van ser traslladats a l'Hospital de Sant Pau, on tots ells reberen l'alta. D'acord amb l'Article 19 del Codi penal espanyol, en ser menor d'edat (18 anys a Espanya) "no seran responsables criminalment"; no obstant, també s'especifica que, en cas de cometre un delicte, podria ser-ne responsable segons correspongui a la llei del menor. Tot i així, com que tenia menys de 14 anys, el jove va quedar exempt de responsabilitat.